# Атчисън (окръг, Мисури)
Окръг Атчисън (на английски: Atchison County) е окръг в щата Мисури, Съединени американски щати. Площта му е 1417 km², а населението - 6430 души (2000). Административен център е град Рок Порт.